# 富士見町原之郷
富士見町原之郷（ふじみまちはらのごう）は、群馬県前橋市の地名。旧富士見村時代は、住所で勢多郡富士見村大字原之郷の地域である。また、前橋市合併後は粕川町と同じように村名の富士見村が富士見町となり、そのあと大字名がつくため前橋市富士見町○○となる。面積は2.65km2(2013年現在)。郵便番号は371-0116。

## 地理
赤城山南西の裾野部の赤城白川と細ヶ沢川に囲まれた地域。
赤城白川が地域の東端を北から南に流れ、細ヶ沢川が地域の西端を北から南西に流れている。

### 山
- 九十九山

### 河川
- 赤城白川
- 細ヶ沢川

## 歴史
江戸時代頃からある地名で、寛永12年からは前橋藩領だった。

### 年表
- 1889年 市町村制が施行され、原之郷村は近隣13村と合併し南勢多郡富士見村ができる。そのため群馬県南勢多郡富士見村大字原之郷となる。
- 1889年6月 富士見村役場仮事務所が当町におかれる。
- 1889年8月 田島に村役場が移転される。
- 1896年 郡統合（東群馬郡と南勢多郡の統合）により勢多郡に所属し勢多郡富士見村大字原之郷となる。
- 2009年 富士見村が前橋市へ編入合併したため、群馬県前橋市富士見町原之郷となる。
- 2017年5月12日 当町の全域が区域となっている、前橋・赤城地域がチッタスロー国際連盟に加盟する[6]。

## 世帯数と人口
2017年（平成29年）8月31日現在の世帯数と人口は以下の通りである。
| 町丁           | 世帯数    | 人口    |
| -------------- | --------- | ------- |
| 富士見町原之郷 | 1,527世帯 | 3,972人 |

## 小・中学校の学区
市立小・中学校に通う場合、学区は以下の通りとなる。
| 番地 | 小学校           | 中学校               |
| ---- | ---------------- | -------------------- |
| 全域 | 前橋市立原小学校 | 前橋市立富士見中学校 |

## 交通

### 鉄道
町内に鉄道駅はない。

### バス
日本中央バスが、前橋駅～中央前橋駅～田島十字路～富士見温泉の間にバス路線を開業させており、地域内の群馬県道151号津久田停車場前橋線上にバス停が設置されている。
他、関越交通が運行を行っているデマンドバス方式のるんるんバスがある。

### 道路
群馬県道151号津久田停車場前橋線が地域の中央を南北に、群馬県道101号四ツ塚原之郷前橋線が地域の中央を東西に通っている。

## 施設
- 前橋市立原小学校
- ぽらりす保育園
- 原上公民館
- 円龍寺

## 避難所
当町が避難対象区域となった場合、町内にある前橋市立原小学校に避難する。

## 出身有名人
- 船津伝次平 - 農業研究家、「明治の三老農」の一人